# Llista de llocs de culte de Cardona i rodalies
Llista de les esglésies, capelles i ermites existents dins del terme municipal de Cardona, per ordre alfabètic:

## Esglésies
| Nº | Nom                                  | Localització                                          | Descripció                                                                                           | Coordenades                                                  | Foto |
| -- | ------------------------------------ | ----------------------------------------------------- | --- | ------------------------------------------------------------ | ---- |
| 1  | Sant Joan de Bergús                  | Al barri de Bergús, a tocar de la masia de la Garriga | Església medieval reformada i ampliada al segle xviii.                                               | 41° 53′ 31″ N, 1° 36′ 41″ E / 41.89194°N,1.61139°E           |      |
| 2  | Església de Sant Miquel de Cardona   | Dins del nucli urbà. Es troba a la plaça de la Fira.  | D'origen romànic (1013), reformada al s.XIV sota l'estil gòtic. Es l'església parroquial de Cardona. | 41° 54′ 49.70″ N, 1° 40′ 52.78″ E / 41.9138056°N,1.6813278°E |      |
| 3  | Església de Sant Ramon (la Coromina) | Al barri de La Coromina                               | És l'església parroquial de la Coromina. Construïda cap el s.XIV.                                    | 41° 54′ 32″ N, 1° 41′ 44″ E / 41.90889°N,1.69556°E           |      |
| 4  | Sant Vicenç de Cardona               | Dins del castell de Cardona                           | Església romànica (1029-1049) en molt bon estat de conservació.                                      | 41° 54′ 52″ N, 1° 41′ 11″ E / 41.91444°N,1.68639°E           |      |

### Esglésies properes però fora del terme municipal
| Nº | Nom                                | Localització | Descripció | Coordenades                                                  | Foto |
| -- | ---------------------------------- | --- | --- | ------------------------------------------------------------ | ---- |
| 1  | Sant Vicenç de Navel               | Al terme de Viver i Serrateix. Es troba a uns 4 km del centre urbà de Cardona.                                      | Església romànica del s.XIII. A tocar de la masia de Navel. | 41° 56′ 16″ N, 1° 43′ 27″ E / 41.93778°N,1.72417°E           |      |
| 2  | Santa Àgata (Clariana de Cardener) | Al terme de Clariana de Cardener. Es troba a uns 4 km del centre urbà de Cardona.                                   | Església romànica consagrada al s.XII. Restaurada després de l'incendi del 2008. S'hi celebra una missa per Santa Àgata (5 de febrer) on es dona un pa beneit als assistents. | 41° 55′ 41.61″ N, 1° 38′ 24.42″ E / 41.9282250°N,1.6401167°E |      |
| 3  | Santa Fe de Valldeperes            | Al terme de Navàs. Es troba a uns 6 km del centre urbà de Cardona. A tocar hi ha la masia del Sunyer de Valldeperes | Església del s.XVII amb dos retaules barrocs al seu interior. | 41° 54′ 29″ N, 1° 43′ 53″ E / 41.90806°N,1.73139°E           |      |
| 4  | Santa Maria de Sorba               | Al llogaret de Sorba, dins del municipi de Montmajor.                                                               | Església romànica modificada el s.XVIII. Al seu interior es troba el Martyrium de Sant Eudald (s.VI)                                                                          | 41° 58′ 02″ N, 1° 39′ 55″ E / 41.96722°N,1.66528°E           |      |
| 4  | Santa Maria d'Aguilar              | Al terme de Montmajor. Es troba a uns 5 km del centre urbà de Cardona.                                              | Esmentada al s.XII. | 41° 57′ 10″ N, 1° 41′ 47″ E / 41.95278°N,1.69639°E           |      |

## Ermites
| Nº | Nom                               | Localització                                        | Descripció                                                               | Coordenades                                          | Foto |
| -- | --------------------------------- | --------------------------------------------------- | ------------------------------------------------------------------------ | ---------------------------------------------------- | ---- |
| 1  | Ermita de Lurdes                  |                                                     |                                                                          | 41° 53′ 27″ N, 1° 39′ 32″ E / 41.890749°N,1.658891°E |      |
| 2  | Ermita de la Pietat               | Situada a la sortida de la vila en direcció Bergús. |                                                                          | 41° 54′ 39″ N, 1° 40′ 24″ E / 41.910864°N,1.673262°E |      |
| 3  | Ermita del Remei                  | Situada als afores de la vila, en direcció Berga.   | Església del s.XVII. Cada any s'hi realitza una processó des de Cardona. | 41° 56′ 05″ N, 1° 41′ 49″ E / 41.93472°N,1.69694°E   |      |
| 4  | Ermita de Sant Martí de Fontelles |                                                     |                                                                          | 41° 53′ 12″ N, 1° 36′ 59″ E / 41.886648°N,1.616276°E |      |
| 5  | Ermita de Santa Cecília           | La trobem a la masia de Santa Cecília.              |                                                                          | 41° 53′ 34″ N, 1° 40′ 30″ E / 41.892847°N,1.675084°E |      |
| 6  | Ermita de la Santíssima Trinitat  |                                                     |                                                                          |                                                      |      |

### Ermites properes però fora del terme municipal
| Nº | Nom                       | Localització | Descripció | Coordenades | Foto |
| -- | ------------------------- | ------------ | ---------- | ----------- | ---- |
| 1  | Sant Martí de les Planes  |              |            |             |      |
| 2  | Sant Miquel de les Planes |              |            |             |      |

## Capelles
| Nº | Nom                                     | Localització                                       | Descripció                                       | Coordenades                                          | Foto |
| -- | --------------------------------------- | -------------------------------------------------- | ------------------------------------------------ | ---------------------------------------------------- | ---- |
| 1  | Capella de la Mare de Deu de la Mercé   | A la masia de El Mujal                             |                                                  | 41° 53′ 50″ N, 1° 38′ 30″ E / 41.897105°N,1.641662°E |      |
| 2  | Capella de la Mare de Deu de Montserrat | La Coromina                                        |                                                  |                                                      |      |
| 3  | Capella de la Mare de Deu dels Dolors   | A la masia de La Llordella                         |                                                  | 41° 53′ 01″ N, 1° 37′ 40″ E / 41.883607°N,1.627871°E |      |
| 4  | Capella del Pare Etern                  | Nucli urbà. Al carrer Nou.                         |                                                  | 41° 54′ 54″ N, 1° 40′ 54″ E / 41.914877°N,1.681675°E |      |
| 5  | Capella de la Sagrada Família           | A la masia de Palà de Coma (Barri de Coma).        |                                                  | 41° 54′ 27″ N, 1° 37′ 49″ E / 41.907382°N,1.630328°E |      |
| 6  | Capella de Sant Cristòfol               |                                                    |                                                  |                                                      |      |
| 7  | Capella de Sant Eudald                  | Es troba a la masia de Santovà                     | Documentada a partir de 1473.                    | 41° 56′ 04″ N, 1° 42′ 07″ E / 41.934331°N,1.701872°E |      |
| 8  | Capella de Sant Jaume                   | La trobem a la masia de Guals.                     |                                                  | 41° 52′ 38″ N, 1° 38′ 45″ E / 41.877172°N,1.645718°E |      |
| 9  | Capella de Sant Joan del Pont           | A tocar del Pont de Sant Joan.                     | Construïda el 1576.                              | 41° 55′ 14″ N, 1° 40′ 58″ E / 41.920664°N,1.682831°E |      |
| 10 | Capella de Sant Josep                   | Dins de la masia de El Vilar                       |                                                  | 41° 54′ 50″ N, 1° 39′ 04″ E / 41.913986°N,1.651078°E |      |
| 11 | Capella de Sant Julià                   | Masia de El Guix                                   |                                                  | 41° 53′ 38″ N, 1° 39′ 02″ E / 41.893751°N,1.650582°E |      |
| 12 | Capella de Sant Onofre                  | Dins de l'església de San Ramon de La Coromina     |                                                  | 41° 54′ 32″ N, 1° 41′ 44″ E / 41.909018°N,1.695676°E |      |
| 13 | Capella de Sant Pelegrí                 | Dins de l'església de San Ramon de La Coromina     |                                                  | 41° 54′ 32″ N, 1° 41′ 44″ E / 41.909018°N,1.695676°E |      |
| 14 | Capella de Sant Ramon                   | Dins del Castell de Cardona.                       |                                                  | 41° 54′ 51″ N, 1° 41′ 08″ E / 41.914186°N,1.685489°E |      |
| 15 | Capella de Sant Ramon                   | Al barri de Coma.                                  |                                                  | 41° 55′ 11″ N, 1° 39′ 21″ E / 41.919618°N,1.655952°E |      |
| 16 | Capella de Sant Salvador                | Al barri de Sant Salvador.                         |                                                  | 41° 56′ 07″ N, 1° 40′ 08″ E / 41.935377°N,1.668902°E |      |
| 17 | Capella de Santa Bàrbara                | A la zona de Els Escorials de la Coromina.         |                                                  | 41° 54′ 47″ N, 1° 41′ 37″ E / 41.912928°N,1.693685°E |      |
| 18 | Capella de Santa Bàrbara                | La trobem a la masia de Sala de Llobets.           |                                                  | 41° 57′ 15″ N, 1° 39′ 18″ E / 41.954246°N,1.655130°E |      |
| 19 | Capella de Santa Cecília                | La trobem a la masia de Santa Cecília.             |                                                  | 41° 53′ 34″ N, 1° 40′ 30″ E / 41.892847°N,1.675084°E |      |
| 20 | Capella de Santa Eulàlia                | Nucli urbà. La trobem a la plaça de Santa Eulàlia. | Capella d'estil gòtic bastida entre 1347 i 1348. | 41° 54′ 51″ N, 1° 40′ 57″ E / 41.914037°N,1.682612°E |      |
| 21 | Capella del Santíssim Sagrament         | Dins de l'església de San Ramon de La Coromina     |                                                  | 41° 54′ 32″ N, 1° 41′ 44″ E / 41.909018°N,1.695676°E |      |
| 22 | Capella de la Trinitat                  | Capella del cementiri municipal.                   |                                                  | 41° 55′ 02″ N, 1° 41′ 14″ E / 41.917359°N,1.687293°E |      |

### Capelles properes però fora del terme municipal
| Nº | Nom                        | Localització                                                         | Descripció | Coordenades                                        | Foto |
| -- | -------------------------- | -------------------------------------------------------------------- | ---------- | -------------------------------------------------- | ---- |
| 1  | Santa Maria Nova d'Aguilar | A tocar de la masia del Sunyer d'Aguilar i de Santa Maria d'Aguilar. | a.XVIII    | 41° 57′ 09″ N, 1° 41′ 47″ E / 41.95250°N,1.69639°E |      |